# 南条氏の当主・一族一覧
南条氏の当主・一族一覧（なんじょうしのとうしゅ・いちぞくいちらん）では、伯耆の国人南条氏の当主・一族を集めた。なお、既に項目がある人物については除いている。

## 当主

### 2代当主 景宗
官位は宮内少輔。明徳2年（1391年）に相続、2代当主となった。伯耆民談記によると父・貞宗に劣らない武勇であったという。応永15年（1395年）、羽衣石に景宗寺を建立。永享10年（1438年）に75歳で死去。

### 3代～5代当主
南条氏の3代～5代当主については当時の文献が乏しく、実名が分かっていない。これについて1999年に発行された「南條氏盛衰記」は3代を教之、4代を元之、5代を政之として業績などを記しているが一般的にはこれを山名氏のことだとする説の方が有力である。

### 6代当主 宗貞（賢）
官位は但馬守。伯耆民談記によると守護山名氏の下知を受けて家運が栄えたという。永正2年（1505年）、家督を譲った嫡子の宗皓（むねはる）と共に足利義稙の上洛時に先鋒の列に参陣した。

### 7代当主 宗皓
官位は越前守。8代当主宗勝、元信の父。自身の父・宗貞と共に将軍上洛時に先鋒の列に参陣、京都において戦功を顕した。（伯耆民談記）この頃から南条氏は「伯耆衆」と呼ばれる伯耆国の有力国人の1つとして勢力を拡大、後の発展の礎を築いた。永正11年（1514年）、46歳で死去。

## 一族

### 尼子右衛門尉経時
南条貞宗の三男。東京大学史料編纂所が所蔵している「羽衣石南条系図」に記載されている人物。系図に「雲州尼子經久此末葉也」（原文）とある他は詳細不明。参考までにだが、父・貞宗が当初「尼子南条伯耆守」と名乗っていたとする説があり、尼子氏と南条氏の間に何らかの血縁関係が存在するのではないかとも言われている。

### 南条下総入道
大日本史料にみえる人物。応仁の乱頃に、伯耆国で山名兵部少輔元之と弟・小太郎が守護の山名政之に対して起こした反守護反乱に参加、文明13年（1481年）8月30日に戦死した。年代は5代目頃にあたり、南条一族としてはほぼ間違いないとされているがその他の詳細は不明。大日本史料にある文明13年9月12日の記述に「政之馳向及合戦、数ヶ所之城同廿八日晦日仁没落候、同日南条下総入道討捕候、元之以下作州江落行候」とある。（参考・岡村吉彦 「1 総論―戦国時代の伯耆地域における戦乱史」「2 中世史料にみる伯耆の城・要害」）

### 千代姫
南条元続の長女。南条元忠は弟にあたる。南条氏が関ヶ原の戦いで西軍に与し敗れ改易された後、因幡国気多郡鹿野へ家臣と共に逃れた。その地で帰農して慶長19年（1614年）7月23日に40歳前後で死去したとされている。鳥取市鹿野町広木には千代姫のものと伝えられる墓があり、その周りを家臣の墓が取り囲むようにして並んでいる。（参考・南條氏盛衰記）

### 南条彌太郎兼保
南条元続の長男。南条氏系図には元続の長男は夭折したとされているが「南條氏盛衰記」によると元亀元年（1570年）に生まれた兼保を人質として毛利氏にとられるのを避けた元続が家臣と共に伊予国朝倉村に隠したとしている。兼保はその地で霊仙山城の中川山城守の客将として迎えられ慶長18年（1613年）3月15日に死去した。

### 南条宗続
南条元続の三男。一族と共に大坂城に入り、落城の後は但馬国豊岡へ逃れた。昭和6年（1931年）に羽衣石城の模擬天守を私財を投じて建設した南条寅之助は宗続の子孫である。

### 南条宗鑑
戦国時代の婦人科医師。伯耆国出身で号を「一鷗軒」といった。京都で医術を学んだ後、伯耆へ帰り開業した。しばらくして再度京都で婦人科を開業、名医として有名になった。天正3年（1575年）、日本初の婦人科医書「撰集婦人方」を今までの経験など自らの所見を加えて著した。息子の宗虎も医師。伯耆出身であること、この頃まで南条氏が「宗」を通し字にしていることを踏まえると南条一族の可能性が高いと「東郷町誌」は指摘している。

### 南条宗信
南条宗皓の四男。通称・與兵衛、詳しい経歴は不明である。天正8年（1580年）12月没する。戒名・花翁宗心大居士。没後、南条信正の子・信光が「與兵衛」の名を受け継ぎ、名乗った。